# Lantmarskalk
Lantmarskalk, o "nobile Maresciallo", è stato il titolo di uno degli speaker (Presidenti della dieta) svedese Riksdag degli Stati, dal 1627 al 1866 e della Dieta del Granducato di Finlandia dal 1809 al 1906. Il Lantmarskalk è stato nominato dallo stato dei Nobili e fungeva anche da suo presidente ("talman"), oppure dal Re. 
Il Lantmarskalk non deve essere confuso con il "Riksmarsk" (Lord Alto Connestabile della Svezia) o il "Riksmarskalk" (maresciallo del Regno), che erano Grandi ufficiali del Regno ed incaricati reali.
Tra il 1720 e il 1772 circa due partiti, Cappelli e Berretti, erano attivi durante un breve periodo di governo parlamentare, chiamato Epoca della libertà svedese.
Il Lantmarskalk non è da confondere anche con il Reichsmarschall (Maresciallo del Reich).

## Lista dei Lantmarskalk di Svezia
| Lantmarskalk                           | Riksdag            |
| -------------------------------------- | ------------------ |
| Johan Eriksson Sparre                  | 1627               |
| Per Brahe il Giovane                   | 1629               |
| Johan Pontusson De la Gardie           | 1630               |
| Åke Axelsson Natt och Dag              | 1631               |
| Åke Axelsson Natt och Dag              | Feb. 1632          |
| Åke Axelsson Natt och Dag              | Nov. 1632          |
| Lars Eriksson Sparre                   | 1633               |
| Lars Eriksson Sparre                   | 1634               |
| Lars Eriksson Sparre                   | 1635               |
| Lars Eriksson Sparre                   | 1638               |
| Lars Eriksson Sparre                   | 1640               |
| Erik Karlsson Gyllenstierna            | 1642               |
| Henrik Klasson Fleming                 | 1643               |
| Henrik Klasson Fleming                 | 1644               |
| Bengt Skytte                           | 1647               |
| Svante Larsson Sparre                  | 1649               |
| Svante Larsson Sparre                  | 1650               |
| Christer Bonde                         | 1652               |
| Erik Henriksson Fleming                | 1654               |
| Erik Henriksson Fleming                | 1655               |
| Per Persson Sparre                     | 1660 (a Stoccolma) |
| Gustaf Knutsson Posse                  | 1660 (a Göteborg)  |
| Per Persson Sparre                     | 1664               |
| Johan Göransson Gyllenstierna          | 1668               |
| Gustaf Gabrielsson Oxenstierna         | 1672               |
| Gustaf Duvall                          | 1675               |
| Henrik Falkenberg                      | 1678               |
| Claes Fleming                          | 1680               |
| Fabian Wrede                           | 1682               |
| Erik Lindschöld                        | 1686               |
| Nils Gyldenstolpe                      | 1689               |
| Jacob Gyllenborg                       | 1693               |
| Nils Gripenhielm                       | 1697               |
| Hans Clerck                            | 1710               |
| Johan Creutz                           | 1713-1714          |
| Per Ribbing                            | 1719               |
| Arvid Horn                             | 1720               |
| Swen Lagerberg                         | 1723               |
| Arvid Horn                             | 1726–1727          |
| Arvid Horn                             | 1731               |
| Charles Emil Lewenhaupt                | 1734               |
| Carl Gustaf Tessin                     | 1738–1739          |
| Charles Emil Lewenhaupt                | 1740-1741          |
| Mattias Alexander von Ungern-Sternberg | 1742-1743          |
| Mattias Alexander von Ungern-Sternberg | 1746-1747          |
| Henning Gyllenborg                     | 1751–1752          |
| Fredrik Axel von Fersen                | 1755–1756          |
| Fredrik Axel von Fersen                | 1760–1762          |
| Thure Gustaf Rudbeck                   | 1765-1766          |
| Fredrik Axel von Fersen                | 1769–1770          |
| Axel Gabriel Leijonhufvud              | 1771–1772          |
| Hugo Herman von Saltza                 | 1778–1779          |
| Johan Didrik Duvall                    | 1786               |
| Charles Emil Lewenhaupt d. J.          | 1789               |
| Eric Ruuth                             | 1792               |
| Magnus Fredrik Brahe                   | 1800               |
| Johan Christopher Toll                 | 1800               |
| Mikael Anckarsvärd                     | 1809               |
| Klas Fleming                           | 1810               |
| Karl Lagerbring                        | 1812               |
| Carl Carlsson Mörner                   | 1815               |
| Johan August Sandels                   | 1817-1818          |
| Carl De Geer                           | 1823               |
| Carl De Geer                           | 1828–1830          |
| Jacob De la Gardie                     | 1834–1835          |
| Carl Otto Palmstierna                  | 1840-1841          |
| Arvid Posse                            | 1844-1845          |
| Gustaf Adolf Vive Sparre               | 1847-1848          |
| Henning Hamilton                       | 1848               |
| Lars Herman Gyllenhaal                 | 1850-1851          |
| Henning Hamilton                       | 1853–1854          |
| Henning Hamilton                       | 1856–1858          |
| Gustaf Adolf Vive Sparre               | 1859-1860          |
| Gustaf Lagerbjelke                     | 1862–1863          |
| Gustaf Lagerbjelke                     | 1865–1866          |